# Iwan Bloch
Pour les articles homonymes, voir Bloch.
Iwan Bloch, né le 8 avril 1872 à Delmenhorst et mort le 21 novembre 1922 à Berlin, est un médecin allemand spécialisé en dermatologie et vénérologie considéré comme un des premiers sexologues austro-germaniques avec Albert Moll et Magnus Hirschfeld. Il est également un psychanalyste proche de Freud.

## Biographie
Iwan Bloch est l’ainé d’une famille de cinq enfants : son père est Louis Bloch (1846-1892), marchand de bétail, et sa mère Rosa Lisette Rosette, née Meyer (1845-1921). De 1881 à Pâques 1886, il fréquente l’école primaire principale de Delmenhorst, alors dans le grand-duché d'Oldenbourg. Il intègre ensuite le lycée Empereur-Guillaume d'Hanovre, où il obtient son diplôme d’études secondaires.
En 1891, il entame des études de médecine et de philosophie à l’université de Bonn. Il intègre ensuite l’université de Heidelberg, puis l'université Frédéric-Guillaume de Berlin et enfin l’université de Wurtzbourg, où il obtient son doctorat de médecine en 1896, et le droit de pratiquer la médecine, avec une thèse sur l’influence de l’iode et de la thyroïde sur le métabolisme, dirigée par le professeur en physiologie Adolf Fick : Über den Einfluss von Jod, Thyrojodin, Thyraden auf den Stoffwechsel.
L’année de son doctorat, il épouse Rosa Heinemann, dont il a son fils unique, Robert. Installé à Charlottenburg, à Berlin en 1897, Iwan Bloch approfondit ses connaissances cliniques dans divers hôpitaux berlinois. La vénéréologie et la dermatologie sont au centre de son intérêt clinique. Enfin, en 1898, il s’installe dans un cabinet indépendant dans la Joachimsthaler Strasse 9, à l’angle du Kurfürstendamm, toujours à Berlin. Après avoir déménagé à plusieurs reprises, il ouvre enfin un cabinet de « spécialiste des troubles cutanés et sexuels ».

## Travaux
Pratiquant une approche basée sur le lien entre l’histoire de la culture et celle de la médecine, il propose, conjointement avec Magnus Hirschfeld, le nouveau concept d’une science de la sexualité : Sexualwissenschaft ou « sexologie ». Sa recherche se concrétise par la publication en 1906 de l'ouvrage Das Sexualleben unserer Zeit in seinen Beziehungen zur modernen Kultur (la Vie sexuelle de notre temps et sa relation avec la culture moderne) qui se veut une encyclopédie sur le sujet dans laquelle il introduit le concept de sexologie. Dans la préface de cet ouvrage, il définit la sexologie comme une discipline interdisciplinaire, écrivant : « qu’une conception purement médicale de la vie sexuelle, même si elle constituera toujours le noyau de la sexologie, n’est pas suffisante pour rendre justice aux relations multiformes de la sexualité avec tous les domaines de la vie humaine. Afin d’apprécier toute l’importance de l’amour dans la vie individuelle et sociale et dans le développement culturel de l’humanité, il doit être inclus dans la science de l’homme en général, dans laquelle sont réunies toutes les autres sciences, biologie générale, anthropologie et ethnologie, philosophie et psychologie, la médecine, l’histoire de la littérature et celle de la culture dans leur ensemble. » L’une de ses théories est qu’il existe un mode de sexualité marqué par le besoin de « renoncer à la femme » dans quelque chose de distinct de l’homosexualité. Il parle d'un "quatrième sexe" qui serait devenu à la mode et, selon lui, serait prometteur d’une vie amoureuse nouvelle et plus « noble ».
Ayant déjà publié le Marquis de Sade et son temps, en 1899, il avait ensuite retrouvé le manuscrit des Cent Vingt Journées de Sodome du marquis de Sade, qui était considéré comme perdu, et il l'avait publié en 1904 sous le pseudonyme d’Eugène Dühren.
Il écrit également sous les pseudonymes d’Albert Hagen, de Veriphantor ou de Gerhard von Welsenburg, des ouvrages d’histoire des mœurs et de sexologie.
Le 27 juillet 1908, il est, avec Magnus Hirschfeld, Heinrich Körber et Otto Juliusburger (de), et ceci sur proposition du psychanalyste Karl Abraham, au nombre des membres fondateurs de la Société psychanalytique de Berlin. Il entretient une correspondance étendue avec Sigmund Freud.